# 里耶卡主教座堂

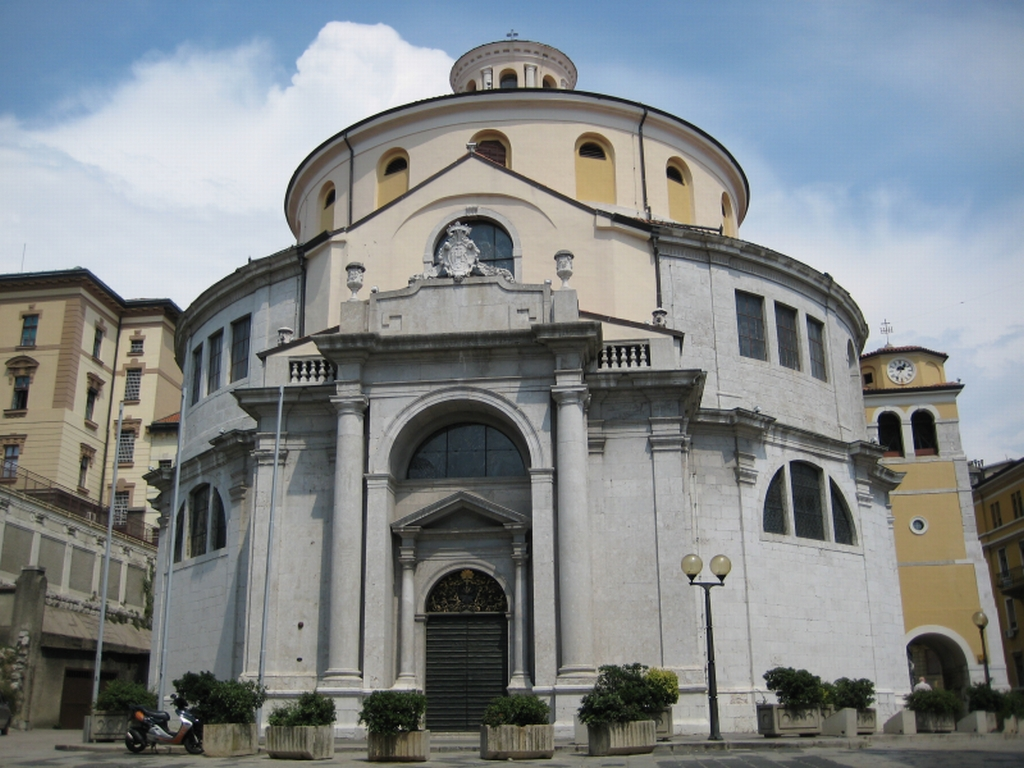

里耶卡主教座堂是位於克羅埃西亞城市里耶卡的一座羅馬天主教的教堂。現在的教堂始建於1638年。教堂融合了巴洛克式建築和哥特式建築的風格。里耶卡主教座堂被印在1993年和2002年發行的克羅埃西亞庫納的鈔票反面。

## 外部連結
- Profile at Discover Baroque Art

45°19′36″N 14°26′37″E / 45.32667°N 14.44361°E